# الأحزاب السياسية في الكويت
الأحزاب الكويتية أو الأحزاب في الكويت، في الوقت الحالي لا توجد بدولة الكويت أحزاب سياسية رسمية حيث أن الدستور الكويتي لا يلزم بحرية إنشاء الأحزاب ولا يحظرها.
فالمادة 43 من الدستور الكويتي والتي تنص: (حرية تكوين الجمعيات والنقابات على أسس وطنية وبوسائل سلمية مكفولة وفقا للشروط والأوضاع التي يبينها القانون، ولا يجوز إجبار أحد على الانضمام إلى أي جمعية أو نقابة.). وتنص المذكرة التفسيرية لهذه المادة أن: (حرية تكوين الجمعيات والنقابات دون النص على الهيئات التي تشمل في مدلولها العام بصفة خاصة الأحزاب السياسية وذلك حتى لا يتضمن النص الدستوري الإلزام باباحة إنشاء هذه الأحزاب وعليه فالنص الدستوري المذكور لا يلزم بحرية الأحزاب ولا يحظرها وإنما يفوض الأمر للمشرع العادي دون أن يأمره في هذا الشأن أو ينهاه).

## قائمة الكتل السياسية في الكويت
- حزب المحافظين المدني
- كتلة العمل الشعبي
- التكتل الليبرالي
- المنبر الديمقراطي
- التحالف الوطني الديمقراطي
- تجمع الحركة الدستورية الإسلامية
- التجمع الإسلامي السلفي
- الحركة التقدمية الكويتية
- الميثاق الوطني
- تجمع العدالة والسلام
- التحالف الإسلامي الوطني
- حركة كرامة
- حزب الأمة
- تجمع ثوابت الأمة
- الحركة الليبرالية الكويتية

المصدر

## الكيانات والتكتلات السياسية
- الحركة الدستورية الإسلامية أو حدس: هي كتلة سياسية كويتية تأسست في 1991 بعد تحرير الكويت من الغزو العراقي لتكون واجهة سياسية لجماعة الإخوان المسلمين في الكويت، وتتبني الخط الإسلامي السياسي. وهي حركة سلمية لا تتبنى العنف. وهي الجناح السياسي لجماعة الإخوان المسلمين في الكويت - جمعية الإصلاح الاجتماعي. وللحركة أعضاء يمثلوها في مجلس الأمة الكويتي.
- التجمع السلفي: هو حزب سياسي سني سلفي في الكويت برئاسة خالد سلطان بن عيسى تأسس عام 1981[6]، ويهدف إلى أسلمة القوانين وتطبيق الشريعة الإسلامية في جميع شؤون الأمة، والأمر بالمعروف والنهي عن المنكر بالموعظة الحسنة، ونصرة قضايا المسلمين، والعمل على إصلاح شؤون الامة ومحاربة الفساد والمساهمة في التنمية المجتمعية والاقتصادية.
- الحركة التقدمية الكويتية: هو حزب سياسي كويتي تم استئناف عمله في عام 2010، ويعد امتدادًا لحزب اتحاد الشعب في الكويت الذي تأسس عام 1975، الحركة التقدمية الكويتية هي الطليعة التقدمية المنظمة المعبّرة عن مصالح الطبقة العاملة والفئات الشعبية، حيث تأسست كضرورة استلزمتها متطلبات النضال الوطني الديمقراطي والاجتماعي للشعب الكويتي، والتطور التاريخي لكل من الحركة الوطنية والتقدمية والحركة العمالية في الكويت، ويتبنى الحزب الاشتراكية كهدف بعيد المدى له.
- التحالف الاسلامي الوطني: هو حزب سياسي شيعي في الكويت، تأسس في عام 1988[7] بعد أن بدأت حركتها في فترة الستينات، وتم اختيار الاسم التحالف الإسلامي الوطني في منتصف التسعينات[8]، ومن أبرز الأعضاء أحمد لاري وعدنان عبد الصمد.
- تجمع العدالة والسلام: هي كتلة سياسية شيعية معتدلة في الكويت، من أبرز الأعضاء الذي انضموا إليها صالح عاشور وخليل الصالح وحسن نصير تأسس في آخر يوم من عام 2004 ليكون ثالث حزب شيعي في الكويت.[9]
- كتلة العمل الشعبي: هي كتلة نيابية سياسية كويتية ظهرت في أواخر التسعينات الميلادية، ولها أعضاء وممثلون في مجلس الأمة الكويتي، ومن أبرز ما تدعو إليه هذه الكتلة السياسية: الدفاع عن دستور 1962، الحفاظ على المال العام، الدفاع عن المكتسبات الشعبية، قاطعت كتلة العمل الشعبي انتخابات 2012 وانتخابات 2013 لقناعتها بعدم دستورية مرسوم تعديل آلية التصويت في الانتخابات حيث تم إصدار مرسوم أثناء غياب مجلس الأمة وهو ما تعتبره الكتلة تعدي علي السلطة التشريعية.
- التحالف الوطني الديمقراطي: هي كتلة سياسية ليبرالية في الكويت. تأسست عام 1992، من أبرز أعضاء الحزب أو من كانوا من أعضاءه محمد الصقر وعلي الراشد ومحمد العبد الجادر، ويقوم عمل التحالف الوطني على مجموعة من الأهداف العامة والمحدودة التي يجمع عليها القطاع الأوسع من أبناء الشعب الكويتي، ومن الأهداف توحيد العمل الديمقراطي في الساحة الكويتية، وحماية المكتسبات الدستورية والدفاع عن الحريات العامة وحماية حقوق الأفراد والمجتمع، ونبذ الفرقة والتمييز ودعم الجهود الإصلاحية.[10]
- حزب المحافظين المدني: هو حزب سياسي كويتي تأسس عام 1435هـ / 2014م، يصنف نفسه بأنه يتبع مسار معتدل، يعمل من أجل الوصول إلى نظام مدني وبرلماني كامل وفق إطار الهوية العربية والإسلامية عبر مشاريع إصلاحات دستورية وسياسية، يتبنى إطروحات اشتراكية إسلامية اقتصادياً. ويقول أنه حزب محافظ ويصنفه البعض على إنه يمثل التيار (المحافظ المدني)[11][12]
- حركة كرامة: هي حركة شبابية كويتية تسعى لحفظ كرامة الشعب من خلال تعديلات دستورية حتى تكون له الحرية في اختيار سلطته التنفيذية. ومن اهداف الحركة؛ استقلال القضاء وتنظيمه، اشهار الدائرة الواحدة وفق القوائم النسبية، اشهار الأحزاب، والوصول الي الحكومة البرلمانية المنتخبة.